# 814
| 814                |
| ------------------ |
| Dødsfald - Fødsler |
|                    |

| Gregoriansk kalender | 814 DCCCXIV             |
| Ab urbe condita      | 1567                    |
| Armensk kalender     | 263 ԹՎ ՄԿԳ              |
| Kinesiske kalender   | 3510 – 3511 癸巳 – 甲午 |
| Etiopisk kalender    | 806 – 807               |
| Jødisk kalender      | 4574 – 4575             |
| Hindukalendere       |                         |
| - Vikram Samvat      | 869 – 870               |
| - Shaka Samvat       | 736 – 737               |
| - Kali Yuga          | 3915 – 3916             |
| Iransk kalender      | 192 – 193               |
| Islamisk kalender    | 198 – 199               |

## Dødsfald
- Karl den Store
- Reginfred dansk konge